# Цимироти
Цимироти је насељено мјесто на подручју града Градишка, Република Српска, БиХ. Према попису становништва из 1991. у насељу је живјело 331 становника.

## Становништво
Према попису становништва из 1991. године, мјесто је имало 331 становника.
| Демографија | Демографија | Демографија |
| Година      | Становника  | Становника  |
| ----------- | ----------- | ----------- |
| 1961.       | 442         |             |
| 1971.       | 350         |             |
| 1981.       | 369         |             |
| 1991.       | 331         |             |